# Віцепрезидент Бразилії

Штандарт віцепрезидента Бразилії

Віцепрезидент Бразилії (порт. Vice-presidente do Brasil) — Друга за значущістю посадова особа у виконавчій владі Бразилії. Віцепрезидент заміщує президента у разі неможливості виконання останнім своїх обов'язків, та займає пост, допоки він вакантний. Першим на посаду віцепрезидента 1891 року став Флоріану Пейшоту.
У 1891-1964 віцепрезидент Бразилії також одночасно був головою Федерального Сенату.

## Вибори та інавгурація
Відповідно до чинної конституції, кандидати на пост віцепрезидента Бразилії реєструються разом із кандидатами в президенти. Вибори віцепрезидента проводяться одночасно з президентськими. На посаду віцепрезидент також вступає одночасно з президентом: їх інавгурація проходить на засіданні Конгресу, де вони складають присягу додержуватись, захищати й застосовувати Конституцію, виконувати закони, сприяти загальному статку бразильського народу, підтримувати єдність, цілісність і незалежність країни.

## Список віцепрезидентів Бразилії
| №                                                                                                | Ім'я                              | Початок повноважень | Завершення повноважень | Партія  | Президент                                |
| ------------------------------------------------------------------------------------------------ | --------------------------------- | ------------------- | ---------------------- | ------- | ---------------------------------------- |
| 1                                                                                                | Флоріану Пейшоту                  | 26 лютого 1891      | 23 листопада 1891      |         | Деодору да Фонсека                       |
| 2                                                                                                | Мануел Віторіну                   | 15 листопада 1894   | 15 листопада 1898      |         | Пруденті ді Морайс                       |
| 3                                                                                                | Франсіску ді Ассіс Роза-і-Сілва   | 15 листопада 1898   | 15 листопада 1902      |         | Кампус Салес                             |
| 4                                                                                                | Силвіану Брандан                  |                     |                        | PRM     | Родригис Алвис                           |
| 5                                                                                                | Афонсу Пена                       | 17 червня 1903      | 15 листопада 1906      | PRM     | Родригес Алвес                           |
| 6                                                                                                | Нілу Песанья                      | 15 листопада 1906   | 14 червня 1909         |         | Афонсу Пена                              |
| 7                                                                                                | Венсеслау Брас                    | 15 листопада 1910   | 15 листопада 1914      | PRM     | Ермес да Фонсека                         |
| 8                                                                                                | Урбану Араужу                     | 15 листопада 1914   | 15 листопада 1918      |         | Венсеслау Брас                           |
| 9                                                                                                | Делфін Морейра                    | 15 листопада 1918   | 1 липня 1920           | PRM     | Родрігес Алвес, Епітасіу да Сілва Пессоа |
| 10                                                                                               | Франсіску Алвару Буену ді Пайва   | 10 листопада 1920   | 15 листопада 1922      | PRM     | Епітасіу да Сілва Пессоа                 |
| 11                                                                                               | Естасіу Коїмбра                   | 15 листопада 1922   | 15 листопада 1926      |         | Артур Бернардіс                          |
| 12                                                                                               | Фернанду ді Мелу Віана            | 15 листопада 1926   | 24 жовтня 1930         | PRM     | Вашингтон Луїс                           |
| —                                                                                                | Вітал Суарес                      |                     |                        |         | Жуліу Престіс                            |
| Посаду віцепрезидента було скасовано конституцією 1934 року й відновлено конституцією 1946 року. |                                   |                     |                        |         |                                          |
| 13                                                                                               | Нереу Рамус                       | 31 січня 1946       | 31 січня 1951          | PSD     | Еуріку Гаспар Дутра                      |
| 14                                                                                               | Кафе Філью                        | 31 січня 1951       | 24 серпня 1954         | PSP     | Жетуліу Варгас                           |
| 15                                                                                               | Жуан Гуларт                       | 31 січня 1956       | 7 вересня 1961         | PTB     | Жуселіну Кубічек, Жаніу Квадрус          |
| 16                                                                                               | Жозе Марія Алкмін                 | 15 квітня 1964      | 15 березня 1967        | PSD     | Умберту ді Аленкар Кастелу Бранку        |
| 17                                                                                               | Педру Алейшу                      | 15 березня 1967     | 6 жовтня 1969          | ARENA   | Артур да Коста-і-Сілва                   |
| 18                                                                                               | Августу Аман Радемейкер Грюнвальд | 30 жовтня 1969      | 15 березня 1974        | ARENA   | Еміліу Гарастазу Медічі                  |
| 19                                                                                               | Адалберту Перейра дус Сантус      | 15 березня 1974     | 15 березня 1979        | ARENA   | Ернесту Гейзел                           |
| 20                                                                                               | Авреліану Шавіс                   | 15 березня 1979     | 15 березня 1985        | ARENA   | Жуан Фігуейреду                          |
| 21                                                                                               | Жозе Сарні                        | 15 березня 1985     | 21 квітня 1985         | PMDB    | Танкреду Невіс                           |
| 22                                                                                               | Ітамар Франку                     | 15 березня 1990     | 29 грудня 1992         | PMDB    | Фернанду Коллор ді Меллу                 |
| 23                                                                                               | Марку Масіел                      | 1 січня 1995        | 1 січня 2003           | PFL     | Фернанду Енріке Кардозу                  |
| 24                                                                                               | Жозе Аленкар                      | 1 січня 2003        | 1 січня 2011           | PL, PRB | Луїс Інасіу Лула да Сілва                |
| 25                                                                                               | Мішел Темер                       | 1 січня 2011        | 31 серпня 2016         | PMDB    | Ділма Руссефф                            |
| 26                                                                                               | Амілтон Моуран                    | 1 січня 2019        | 1 січня 2023           | PRTB    | Жаїр Болсонару                           |
| 27                                                                                               | Жералдо Алкмін                    | 1 січня 2023        |                        | PSB     | Луїз Інасіо Лула да Сілва                |